# دان دوريون
دان دوريون (بالإنجليزية: Dan Dorion)‏ هو لاعب هوكي الجليد أمريكي، ولد في 2 مارس 1963 في أستوريا، كوينز في الولايات المتحدة.

## وصلات خارجية
- دان دوريون على موقع دوري الهوكي الوطني (الإنجليزية)
- دان دوريون على موقع قاعة مشاهير الهوكي (لاعب أن.إتش.أل) (الإنجليزية)
- دان دوريون على موقع EliteProspects.com (الإنجليزية)
- دان دوريون على موقع HockeyDB.com (الإنجليزية)
- دان دوريون على موقع Hockey-Reference.com (الإنجليزية)